# 加蘭嶺
加蘭嶺（英語：Galan Ridge）是南極洲的山嶺，位於帕爾默地，屬於達納山脈的一部分，美國地質調查局根據測量和該國海軍的空中照片繪入地圖，現時由南極條約體系管理。

## 外部連結
. . United States Geological Survey.   [2012-04-15].
73°10′S 62°0′W / 73.167°S 62.000°W